# Eugonatonotidae
Famille
Les Eugonatonotidae sont une famille de crevettes (crustacés décapodes) de la super-famille des Nematocarcinoidea.

## Liste des genres
Selon World Register of Marine Species (22 décembre 2018) :
- genre Eugonatonotus Schmitt, 1926